# Eublemma ingrata
Eublemma ingrata là một loài bướm đêm trong họ Erebidae.